# Phố Hiến

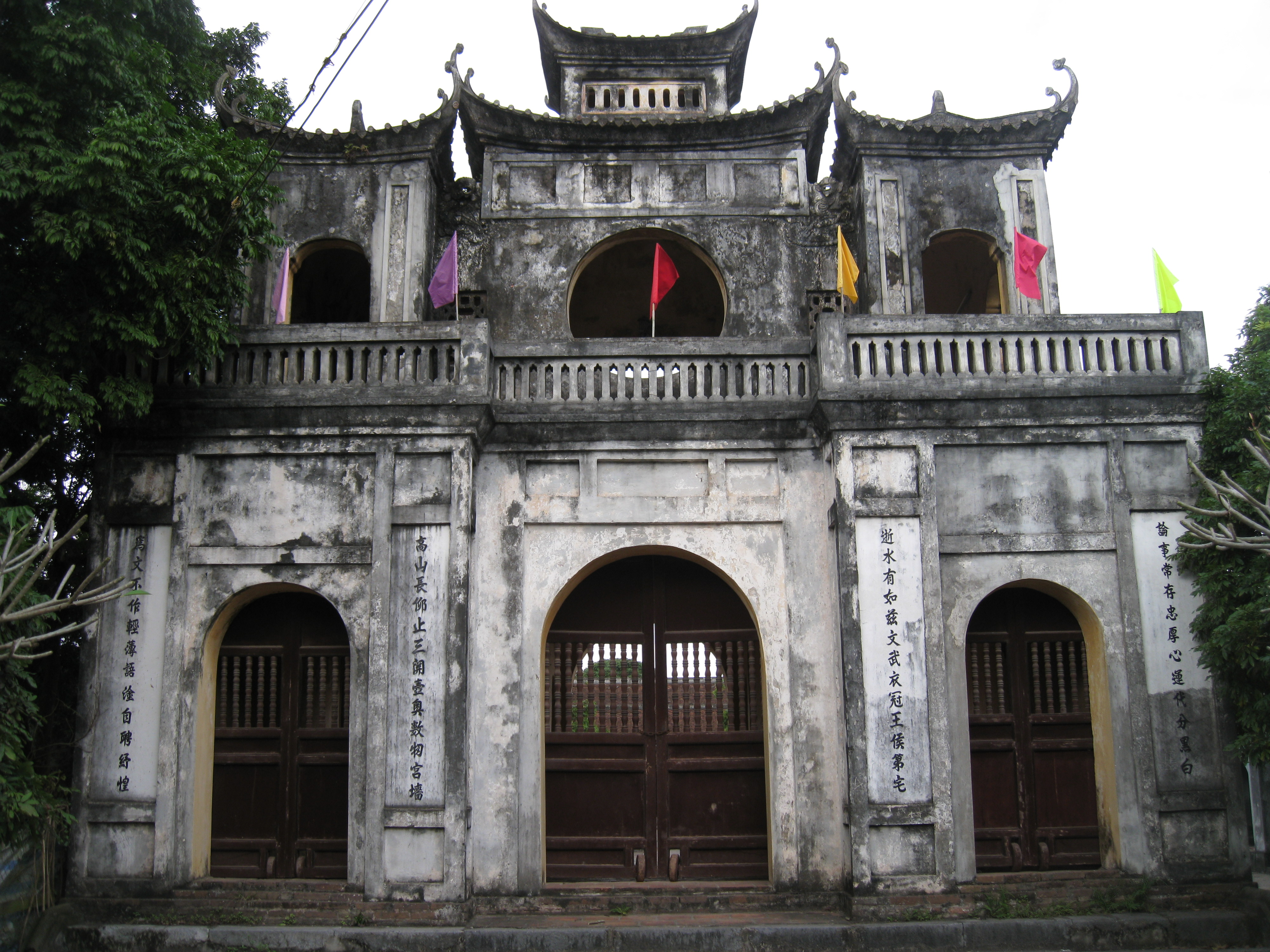
Nghi môn Văn miếu Xích Đằng

Phố Hiến (chữ Nôm: 庯憲) là một địa danh lịch sử ở thành phố Hưng Yên. Vào các thế kỷ 17-18, nơi đây là một thương cảng cổ nổi tiếng của Việt Nam. Lúc ấy, phố Hiến là một đô thị trải dài theo bờ tả ngạn sông Hồng. Ngoài kinh đô Thăng Long - Kẻ Chợ là thủ đô phồn vinh nhất nước, Phố Hiến đã là một đô thị nổi bật đứng ở vị trí thứ hai. Dân gian có câu: "Thứ nhất Kinh Kỳ, thứ nhì Phố Hiến". Văn bia chùa Thiên ứng, dựng năm Vĩnh Tộ thứ 7 (1625, đời vua Lê Thần Tông) đã ghi: "Phố Hiến nổi tiếng trong bốn phương là một tiểu Tràng An" - tức một Kinh đô thu nhỏ .

## Phố Hiến trong lịch sử

### Lịch sử - địa lý
Ngay từ thế kỷ 10, vùng Đằng Châu ở phía bắc thành phố Hưng Yên ngày nay vốn là một lãnh địa của sứ quân Phạm Bạch Hổ, ông đã gây dựng nơi đây thành thủ phủ một vùng đất rộng lớn và là một trung tâm quân sự thời 12 sứ quân. Đến thời Tiền Lê, vùng đất này tiếp tục là thực ấp của Lý Công Uẩn. Thế kỷ 13, dưới thời nhà Trần, khi nhà Nguyên diệt Tống, một số kiều dân Trung Quốc tị nạn đã kéo sang Việt Nam, lập nên làng Hoa Dương. Cùng lúc đó, một số người Việt từ nhiều địa phương khác nhau cũng dần dần đến sinh sống tại địa điểm tụ cư này để buôn bán và làm ăn.
Theo sách Khâm định Việt sử Thông giám cương mục, thì tên Phố Hiến có xuất xứ từ chữ Hiến của Hiến Doanh hay Hiến Nam, vốn là cơ quan hành chính của trấn Sơn Nam xưa. Sách ấy chép:"...vì là sở lỵ của ty Hiến sát sứ Sơn Nam đời cố Lê nên có tên gọi vậy". Các tác giả của sách Đại Nam nhất thống chí cũng đã thừa nhận ý kiến này. Và có nhiều khả năng là tên gọi Phố Hiến lần đầu tiên xuất hiện vào cuối thế kỷ 15 trong công cuộc cải cách hành chính của vua Lê Thánh Tông. Tuy nhiên, phải đến thế kỷ 17, Phố Hiến mới trở thành một trung tâm chính trị - kinh tế có nhiều mối giao lưu quốc tế. Lúc này, ở Phố Hiến có lị sở của trấn thủ xứ Sơn Nam, ty Hiến sát xứ Sơn Nam, các trạm tuần ty kiểm soát thuyền bè trong ngoài nước, một đoạn sông tấp nập các thuyền bè đi lại và đỗ bến, những chợ phố đông đúc, các thợ thủ công và thương nhân người Việt, người Hoa, Nhật Bản và phương Tây.
Phố Hiến xưa nằm sát bên bờ tả ngạn sông Hồng, nhưng do phù sa bồi đắp nên ngày nay đã ở cách dòng sông khoảng chừng 2 km. Theo đường sông, Phố Hiến cách Hà Nội 55 km. Trước đây từ Thăng Long xuôi thuyền xuống Phố Hiến mất khoảng 2 ngày, ngược dòng lên Kinh đô mất 3 ngày. Vị trí của Phố Hiến có vai trò đặc biệt quan trọng đối với các tuyến giao thông đường thủy thuộc hệ thống sông Hồng-sông Thái Bình nằm trong vùng đồng bằng Bắc Bộ. Các nhà địa chất chia châu thổ Bắc Bộ thành 3 vùng tương ứng với ba thời kỳ thành tạo lớn: Thượng châu thổ với đỉnh của các triền sông là Việt Trì; Trung châu thổ với đỉnh là Cổ Loa; và Hạ châu thổ với đỉnh là Phố Hiến, từ đó các nhánh sông trải ra vùng đồng bằng như những chiếc nan quạt. Bằng đường thủy, từ Phố Hiến có thể liên lạc tới hầu hết các địa phương thuộc các trấn Sơn Nam, Hải Dương, An Quảng. Phố Hiến là nơi trung chuyển, cửa ngõ án ngữ hoặc thông thương của mọi tuyến giao thương đường sông từ vùng biển Bắc Bộ đi sâu vào đất liền tới Kinh thành Thăng Long, qua các tuyến sông Đáy, sông Hồng, sông Thái Bình.
Cùng với các tuyến giao thương đường sông, các tuyến giao thương ven biển đã nối liền Phố Hiến với các thị trường xa hơn. Từ thời nhà Trần, các thương nhân người Hoa ở Xích Đằng đã có những mối liên hệ với các cảng Hội Triều (Thanh Hoá), Càn Hải và Hội Thống (Nghệ An). Thế kỷ 17-18, các quan hệ thương mại giữa Phố Hiến và vùng Sơn Nam với các phố cảng Đàng Trong thông qua các khách buôn nước ngoài càng được tăng cường, như các bến đò Phục Lễ, Phù Thạch, Thanh Hà (Thuận Hoá), Hội An. Qua hai hệ thống sông Đàng Ngoài và sông Đáy, Phố Hiến còn bắt nhịp với các tuyến giao thương quốc tế ở biển Đông, như Nhật Bản, Trung Quốc, các nước Đông Nam Á, cũng như với các nước phương Tây như Bồ Đào Nha, Hà Lan, Anh, Pháp...

### Đô thị - dân cư
Ngoài vị trí trung tâm trấn Sơn Nam, Phố Hiến chủ yếu mang diện mạo của một đô thị kinh tế. Kết cấu của nó bao gồm một bến cảng sông; một tập hợp chợ; khu phường phố; và hai thương điếm phương Tây (Hà Lan và Anh).
Mạch máu giao thương của Phố Hiến là sông Xích Đằng - đoạn sông Nhị Hà chảy sát Phố Hiến. Đây là nơi trung chuyển và là điểm tụ hội của những đoạn đường sông từ biển Đông vào tới kinh thành Thăng Long như tuyến Đàng Ngoài, nhiều tuyến sông khác. Bến cảng Phố Hiến là nơi các tàu thuyền ngoại quốc lưu đỗ để làm thủ tục kiểm soát và xin giấy phép đi tiếp tới Kinh đô. Cùng với bến cảng sông là một các khu chợ khá sầm uất như chợ Vạn ở bến Xích Đằng, chợ Hiến bên cạnh lị sở Sơn Nam, chợ Bảo Châu... Những chợ này đã vượt khỏi khuôn khổ những chợ địa phương để chở thành các chợ liên vùng. Thuyền bè từ Thăng Long - Kẻ Chợ và các trấn gần xa trong nước cũng như nước ngoài đã đến đây buôn bán, trao đổi hàng hoá.
Khu phường phố là khu định cư của người Việt và các kiều dân ngoại quốc (chủ yếu là người Hoa) sản xuất và buôn bán với tính chất cố định ở Phố Hiến. Dựa theo các văn bia ở chùa Hiến (1709) và chùa Chuông (1711), Phố Hiến thời đó có khoảng 20 phường  Qua các bi ký, có thể đọc được 13 phố và 32 tên cửa hiệu buôn bán như các Tân Thị, Tân Khai, Tiên Miếu, Hậu Trường…
Trong thế kỷ 17, có hai thương điếm phương Tây đã được dựng lên ở Phố Hiến: thương điếm Hà Lan (1637-1700) và thương điếm Anh (1672-1683). Đây là văn phòng đại diện kiêm nhà kho của các Công ty Đông Ấn của Hà Lan và Anh. Đây là một quần thể kiến trúc được xây bằng gạch, nằm ở phía dưới Phố Hiến, quãng gần thôn Nễ Châu và Vạn Mới. Từ thế kỷ 18, quần thể kiến trúc này đã bị huỷ hoại trở thành đồng ruộng. Đến cuối thế kỷ 19 được tác giả người Pháp G. Dumoutier miêu tả lại 
Phố Hiến mang những nhu cầu tâm linh văn hoá của nhiều cộng đồng người khác nhau, thể hiện qua những công trình kiến trúc. Nổi bật là các phong cách kiến trúc Việt Nam và phong cách kiến trúc Trung Hoa (với sắc thái vùng Phúc Kiến, phía Nam Trung Quốc), thấp thoáng có phong cách kiến trúc châu Âu (nhà thờ Gô-tích Phố Hiến). Nhiều khi, các phong cách kiến trúc đó pha trộn lẫn nhau. Nhà thờ Kitô giáo ở Phố Hiến là một nhà thờ cổ, xây dựng từ thế kỷ 17 theo kiểu Gô-tích. Cũng như ở các đô thị Việt Nam khác, bên cạnh những kiến trúc bằng gạch ngói, đại bộ phận nhà ở của dân đều bằng gỗ tre nứa, lại ở sát nhau. Nhiều vụ hoả hoạn đã xảy ra.
Trong lịch sử, Phố Hiến là một đô thị đa quốc tịch, trong đó nhiều nhất là người Việt và người Hoa. Những kiều dân ngoại quốc khác ở đây là Nhật, Xiêm La, Bồ Đào Nha, Hà Lan, Anh, Pháp… Phần lớn người Việt cự ngụ ở Phố Hiến là từ các địa phương khác đổ về sinh sống làm ăn, đó là một cộng đồng cư dân tứ xứ.
Bên cạnh cộng đồng người Việt, đông đảo người Hoa đã đến cư trú tại Phố Hiến. Địa điểm tụ cư đầu tiên của người Hoa ở Phố Hiến là Hoa Dương, sau gộp thêm các xã Hoa Điền (Lương Điền), Hoa Cái (Phương Cái) hợp thành Tam Hoa. Các cửa hiệu của Hoa Kiều được tập trung ở Phố Khách, phố Bắc Hoà, Nam Hoà; nhiều nhà xây gạch ngói. Họ xây dựng nhiều đình, đền, chùa, miếu, quảng hội thờ các vị nhân thần người Trung Quốc như Quan Vân Trường, Dương Qúy Phi, Lâm Tức Mặc. Khi việc buôn bán giữa phương Tây và Phố Hiến sa sút thì các Hoa thương vẫn trụ lại, gần như nắm giữ độc quyền các hoạt động ngoại thương. Lúc này cũng có hiện tượng một số Hoa thương ở Phố Hiến di cư ngược trở lại Thăng Long - Hà Nội, như trường hợp các gia đình họ Phan ở phố Hàng Ngang. Hiện nay, vẫn có tới 14 họ thuộc các Hoa Kiều sinh sống ở Phố Hiến - Hưng Yên như các họ Ôn, Tiết, Hoàng, Lý, Trần, Bạch, Quách, Mã, Thái, Hà, Hứa, Từ, Lâm, Khu.
Người Nhật cũng đã đến Phố Hiến từ rất sớm vào khoảng đầu thế kỷ XVII. Họ thường mang bạc, đồng đến mua đổi lấy các loại tơ hoặc vải lụa. Một số khác là các giáo sĩ và giáo dân Nhật Bản, có tên đạo theo chữ La Tinh, đã đi theo và phục vụ các giáo sĩ phương Tây tới Đàng Ngoài giảng đạo. Vì đã sinh sống lâu năm ở Việt Nam, những người Nhật này thường làm một số nghề như hoa tiêu dẫn tàu vào cửa sông, phiên dịch, môi giới… Tại Phố Hiến trước đây có một khu đất được gọi là Nghĩa trang Nhật Bản.
ở Phố Hiến ngoài người Trung Quốc và Nhật Bản còn có các thương nhân châu á khác đến buôn bán như Xiêm La, Mã Lai, Lữ Tống (Philíppin)... Phương Tây, ngoài người Hà Lan và người Anh đã từng lập thương điếm ở Phố Hiến, còn một số người Bồ Đào Nha và Pháp. Người Bồ Đào Nha là người phương Tây Phố Hiến sớm nhất. Đó là những thương nhân độc lập, không lập công ty, không đặt thương điếm. Không ít những người Pháp cũng sống ở Phố Hiến vào những năm 80 của thế kỷ XVII. Thương điếm của Công ty Ấn Độ Pháp thành lập ở Phố Hiến năm 1680.

### Phát triển và suy thoái
Phố Hiến từ nơi tụ cư, một thị trấn phát triển thành một đô thị lớn vào thế kỷ XVII đã luôn mang tính nổi trội đậm sắc thái kinh tế. Lúc đầu là các hoạt động buôn bán qua mạng lưới chợ. Sau đó, thương nghiệp ngày càng phát triển và trở thành hoạt động kinh tế mũi nhọn chủ yếu, đặc biệt là ngoại thương do lợi thế là một bến sông, đầu mối của các tuyến giao thông vùng. Điểm tụ cư ban đầu của số người Hoa tị nạn (làng Hoa Dương) cũng là một hạt nhân kinh tế sẽ phát triển mạnh mẽ trong những thời kỳ sau. Bước chuyển về chất trong đời sống kinh tế của Phố Hiến là khi có sự tác động của một nhân tố chính trị vào nền tảng kinh tế đó và hệ quả là sự chuyển dịch trọng tâm từ những yếu tố nội sinh sang những yếu tố ngoại sinh.
Các lái buôn Hà Lan là những người phương Tây đặt thương điếm sớm nhất ở Phố Hiến. Những thập kỷ đầu, công việc buôn bán của thương điếm Hà Lan ở Phố Hiến diễn ra khá suôn sẻ và được nhà nước Lê - Trịnh chiếu cố ưu tiên so với những người ngoại quốc khác. Sau khi cuộc chiến Trịnh - Nguyễn chấm dứt, chúa Trịnh dần tỏ thái độ lạnh nhạt với Hà Lan, lại thêm sự cạnh tranh của các lái buôn phương Tây khác, đặc biệt là người Anh. Người Anh đến Phố Hiến muộn hơn người Hà Lan. Trong những năm đầu, thương điếm Anh ở Phố Hiến làm ăn tương đối phát đạt, cạnh tranh với các đối thủ của mình như các thương nhân Hà Lan, Trung Quốc, một phần nhờ tài tháo vát, ứng xử khôn khéo của W. Gyfford.
Thời kỳ phồn thịnh nhất của Phố Hiến là vào khoảng giữa thế kỷ XVII (1630-1680). Sau đó là quá trình suy thoái, diễn ra trong gần 2 thế kỷ để cuối cùng trở thành tỉnh lị Hưng Yên. Biểu hiện rõ nhất của sự suy thoái của Phố Hiến là sự sa sút trong các hoạt động buôn bán với nước ngoài. Mặt khác, lúc này tình hình chính trị khu vực và hệ thống kinh tế thương mại biển Đông cũng đã có những chuyển biến. Trung Quốc bãi bỏ lệnh hải cấm, mở ra một thị trường đông đúc hấp dẫn. Nhật Bản cũng chuyển sang chiến lược xuất khẩu bạc, vàng, tơ lụa. Các tuyến buôn bán đường biển trực tiếp trở nên thông thoáng hơn, không cần qua khâu trung gian, như trường hợp Đàng Ngoài. Trong hoàn cảnh đó, ngoại thương Việt Nam và ở Phố Hiến nói riêng đã giảm thiểu đáng kể. Các thương điếm phương Tây ở Phố Hiến và Kẻ Chợ lần lượt đóng cửa, các tàu buôn phương Tây hầu như rất ít còn lại vùng Đàng Ngoài. Phố Hiến vắng hẳn các khách buôn nước ngoài, trừ người Trung Quốc là còn ở lại buôn bán.
Thế kỷ XIX, khi kinh đô chuyển vào Huế, một làn sóng của thương nhân Trung Hoa ồ ạt nhập cư vào Hà Nội, một số gia đình Hoa Kiều trước kia từ Kẻ Chợ di cư đến Phố Hiến nay quay ngược trở về Hà Nội, phần nào cũng làm cho Phố Hiến trở nên vắng đi. Cũng trong quá trình suy thoái về kinh tế, Phố Hiến đã mất dần đi vai trò quan trọng về chính trị. Bến cảng Phố Hiến do sự bồi lở của sông Hồng ngày càng trở nên bất tiện, làm Phố Hiến ngày càng cách xa dòng sông. Vì vậy, năm 1726, chính quyền Lê - Trịnh đã chuyển dời trấn lị Sơn Nam sang bên hữu ngạn sông Hồng thuộc huyện Duy Tiên. Năm 1741, trấn Sơn Nam được tách thành Sơn Nam thượng và hạ, trọng tâm chính trị đã chuyển xuống mạn dưới, ở Vị Hoàng (Nam Định).
Cũng trong thế kỷ XVIII, nhiều biến động xã hội - chính trị đã diễn ra tại địa bàn Phố Hiến. Năm 1730, đê Mạn Trù vỡ, dân của nhiều vùng ở Sơn Nam trở nên nghèo đói, phải tha phương cầu thực. Tiếp đến là những cuộc khởi nghĩa của Hoàng Công Chất và Nguyễn Hữu Cầu đã tàn phá vùng này, càng làm cho tiềm lực kinh tế của Phố Hiến kiệt quệ. Rồi sau đó là cuộc chiến giữa Tây Sơn và chúa Trịnh. Sang đến thế kỷ XIX, dưới triều Nguyễn, vai trò một đô thị kinh tế, một thương cảng quốc tế của Phố Hiến ngày nào giờ đây không còn nữa. Năm 1804, dưới thời Gia Long, trấn lị Sơn Nam thượng từ Phố Hiến đã được di chuyển về Châu Cầu (Phủ Lý). Năm 1831, với cuộc cải cách của vua Minh mạng, tỉnh Hưng Yên được thành lập, thành tỉnh được xây dựng trên địa bàn Phố Hiến cũ, mang nhiều chức năng quân sự, nhưng đã mất đi hoàn toàn vai trò kinh tế của một trạm hải quan, lúc này đã được chuyển qua bến Ninh Hải (Hải Phòng).

## Quần thể di tích Phố Hiến
Trải qua những biến cố lịch sử và sự thay đổi của tự nhiên, Phố Hiến vẫn còn được bảo tồn với 16 di tích được xếp hạng di tích lịch sử văn hóa quốc gia, các di tích như: đền Mây ở Xích Đằng (thờ tướng quân Phạm Phòng Át), đền Ngọc Thanh ở Nễ Châu (thờ vợ thứ của vua Lê Đại Hành), đền Trần (thờ Trần Hưng Đạo), đền Ủng (thờ Phạm Ngũ Lão), Văn Miếu Xích Đằng, Kim Chung Tự, Thiên Ứng Tự, Thiên Hậu cung, đền Mẫu, Đông Đô Quảng Hội…... Các chùa lớn ở Phố Hiến có chùa Chuông, chùa Hiến (Thiên Ứng tự), chùa Nễ Châu. 
Ngoài ra còn có nhiều đình, văn miếu. Người Hoa sinh sống ở Phố Hiến đã để lại nhiều công trình kiến trúc tôn giáo như đền Mẫu (thờ Dương Quý Phi), đền Thiên Hậu (thờ Lâm Tức Mặc), Võ Miếu (thờ ba anh em Lưu Bị, Quan Vân Trường và Trương Phi)… Nhiều lễ hội gắn liền với các di tích được duy trì hàng năm, tái hiện hình ảnh mấy trăm năm trước của Phố Hiến thu hút hàng vạn lượt khách du lịch trong và ngoài nước đến tham quan, tìm hiểu, nghiên cứu…
Quần thể di tích Phố Hiến nằm trên địa phận của Phố Hiến xưa, nay thuộc phần đất từ thôn Đằng Châu (phường Lam Sơn) tới thôn Nễ Châu (phường Hồng Châu) trên một diện tích khoảng chừng 5 km2 ở thành phố Hưng Yên đã được xếp hạng là Di tích quốc gia đặc biệt.

### Đông Đô Quảng Hội
Đông Đô Quảng Hội nằm trên đường Phố Hiến, phường Hồng Châu. Xưa kia, nơi đây thuộc trung tâm Phố Hiến hạ, thôn Mậu Dương, tổng An Tảo, huyện Kim Động, tỉnh Hưng Yên. Đây là nơi hội họp của các thương nhân nước ngoài, chủ yếu là người Hoa, đồng thời đó cũng là nơi thờ tam thánh: Thần Thái Y (thần làm nghề thuốc); Thần Hoa Quang (dạy dân làm các nghề thủ công); Thần Nông (dạy dân làm ruộng, trồng trọt, chăn nuôi).

### Đền Mây
Đền Mây là một di tích quốc gia được công nhận từ năm 1992. Đền nằm bên sông Hồng, cạnh bến đò Mây xưa thuộc xã Đằng Châu, nay là phường Lam Sơn, thành phố Hưng Yên, nơi đã được dân gian ca ngợi "Trăm cảnh nghìn cảnh không bằng Bến Lảnh, Đò Mây". Đền Mây cũng như chùa Chuông ở phố Hiến là hai di tích nổi tiếng vì còn lưu giữ được phong cách kiến trúc thuần Việt. Đền Mây là nơi thờ tướng quân Phạm Bạch Hổ thời 12 sứ quân (tức Phạm Phòng Át), một vị tướng để lại nhiều dấu ấn qua các thời kì: nhà Ngô, loạn 12 sứ quân và nhà Đinh.

### Đền Kim Đằng
Đền Kim Đằng nằm ở trung tâm thôn Kim Đằng, phường Lam Sơn, thành phố Hưng Yên, tỉnh Hưng Yên. Đền được xây dựng trên mảnh đất mà tướng quân Đinh Điền chọn làm đại bản doanh khi về đây tuyển binh để giúp Đinh Bộ Lĩnh đánh dẹp 12 sứ quân. Hiện nay, Đền Kim Đằng còn giữ được nhiều nét kiến trúc thời Hậu Lê và thời Nguyễn. Đền có kiến trúc kiểu chữ đinh, bao gồm 5 gian tiền tế và 3 gian hậu cung. Tòa tiền tế được làm kiểu chồng diêm 2 tầng, 8 mái. Nối tiếp với tiền tế là 3 gian hậu cung lợp ngói mũi. Gian trung tâm đặt tượng tướng quân Đinh Điền và phu nhân Phan Thị Môi Nương, được tạo tác trong tư thế ngồi tọa thiền... Ngoài ra trong di tích còn lưu giữ một số bức hoành phi, câu đối ca ngợi công đức của thần. Hàng năm, lễ hội Đền Kim Đằng được tổ chức từ ngày 15 đến ngày 17 tháng 11 âm lịch để tưởng nhớ tới ngày mất của tướng quân Đinh Điền và phu nhân.
Tướng quân Đinh Điền cùng Nguyễn Bặc Lưu Cơ, Trịnh Tú và Đinh Bộ Lĩnh kết nghĩa anh em. Khi đất nước xảy ra loạn 12 sứ quân, mấy anh em bằng hữu đã theo sứ quân Trần Lãm chiếm giữ vùng Bố Hải (Thái Bình). Khi đã trở thành Vạn Thắng Vương, Đinh Bộ Lĩnh giao cho Đinh Điền chỉ huy 10 đạo quân đi thu phục các sứ quân khác. Khi đến trang Đằng Man, thấy địa thế đẹp, ông liền cho dựng đại bản doanh và chọn 3 người họ Phan, họ Phạm và họ Nguyễn ở trang Đằng Man làm gia tướng và chọn người con gái họ Phan tên là Môi Nương làm vợ. Khi Lê Hoàn lên ngôi vua thay cho Đinh Toàn, Đinh Điền và Nguyễn Bặc cùng Phạm Hạp dấy binh nhưng không thành, Đinh Điền lui quân về trại Đằng Man.Khi Đinh Điền và phu nhân mất, nhân dân trại Đằng Man đã lập đền thờ trên nền doanh trại, 3 gia tướng của Đinh Diền cũng được phối thờ tại đây.

### Chùa Chuông
Chùa Chuông có tên chữ là Kim Chung Tự nằm tại thôn Nhân Dục, phường Hiến Nam, được mệnh danh là "Phố Hiến đẹp nhất danh lam".

### Chùa Nễ Châu
Chùa Nễ Châu được khởi dựng vào thời Tiền Lê từ thế kỷ thứ 10. Tương truyền, khi Lê Hoàn đóng quân để chống giặc ngoại xâm nhà Tống ở Nễ Châu, đã cho người xây dựng một ngôi chùa. Khi chùa được xây xong, Lê Hoàn nói: làng nào đủ tiền trả công thợ thì chùa sẽ thuộc về làng đó. Nhờ vào sự giúp đỡ của gia đình bà Nguyễn Thị Ngọc Thanh (người làng Nễ Châu), dân làng Nễ Châu đã đủ tiền trả công thợ nên chùa thuộc về làng từ đó.
Thấy bà Ngọc Thanh xinh đẹp, Lê Hoàn đã lấy bà làm vợ. Trong thời gian này, bà đã có nhiều công sức giúp nghĩa quân của Lê Hoàn đánh bại quân xâm lược nhà Tống. Khi Lê Hoàn lên ngôi hoàng đế, bà đã không theo nhà vua về kinh đô Hoa Lư mà xin ở lại quê hương để chăm sóc cha mẹ già yếu, Sau khi bà mất, nhà vua đã cho lập đền thờ ở đối diện chùa Nễ Châu và sắc phong làm “Ngọc Thanh Hoàng hậu”.